# Шелухин, Павел Васильевич
Па́вел Васи́льевич Шелу́хин (1904—1977) — советский инженер-гидростроитель, конструктор.

## Биография
Родился 3 (16) марта 1904 года в селе Аксельмеево (ныне Шацкий район (Рязанская область).
В 1935 году окончил Одесский институт инженеров водного транспорта по специальности инженер-гидротехник. Член ВКП(б) с 1926 года.
Работал во Всесоюзном тресте «Гидромеханизация»: инженер на строительстве канала Москва-Волга (1935—1937), главный инженер отдела гидромеханизации на строительстве Куйбышевской ГЭС (1937—1941).
В 1941—1948 служил в Советской Армии. Во время Великой Отечественной войны воевал на Карельском, Юго-Западном и 1-м Украинском фронтах. После увольнения в запас работал на руководящих должностях в гидростроительных организациях.
- 1948—1953 — начальник Главной Волго-Донской конторы на строительстве Волго-Донского судоходного канала имени В. И. Ленина и Цимлянской ГЭС
- 1953—1954 — начальник Казанского строительно-монтажного управления
- 1954—1957 — управляющий трестом «Трансгидрострой»
- 1957—1964 — управляющий трестом «Трансгидромеханизация».

## Награды и премии
- Сталинская премия второй степени (1951) — за разработку конструкции, освоение производства и внедрение в строительство мощных землесосных машин
- Сталинская премия второй степени (1952) — за осуществление скоростного намыва земляной плотины Цимлянского гидроузла
- заслуженный строитель РСФСР (1964)
- три орденами Отечественной войны II степени (12.10.1944; 20.3.1945, представлен к ордену Отечественной войны I степени; 28.5.1945, представлен к ордену Отечественной войны I степени)
- орден Ленина
- орден Красной Звезды (17.7.1944)
- медаль «За отвагу»
- медаль «За боевые заслуги»
- медаль «За победу над Германией в Великой Отечественной войне 1941—1945 гг.».
- медаль «За взятие Берлина» (10.12.1945)